# 禮薩·侯賽尼-納薩卜
大阿亞圖拉禮薩·侯賽尼-納薩卜（波斯語：‎，1960年—），他是伊朗什叶派十二伊玛目派领袖之一，目前在加拿大多伦多居住。

## 外部連結
- 官方网站 （页面存档备份，存于）